# Нели Косева
проф. Нели Косева (родена в Карнобат на 17 декември 1962 г.) е заместник-министър на образованието в министерството на Николай Денков от май до септември 2021 г..в кабинета Янев 1.

## Биография
През 1987 г. завършва магистър по органична и аналитична химия в СУ „Св. Климент Охридски“. Специализира във Великобритания, Япония и Полша.
През 1998 г. става доктор по химия с компетентност полимери и полимерни материали. от 2018 г. е професор по професионално направление Химически науки в БАН. През периода 2012-2020 г. е била директор на Института по полимери на БАН, в момента е ръководител на научно направление “Полимери за алтернативна енергия и защита на околната среда” в Института по полимери на БАН. ОТ 18.1.2021 е главен научен секретар на БАН
Владее английски и руски.

## Кариера
Работи като учител през 1995 – 1996 г.
Българска академия на науките: „Основен теоретичен секретар“, през 2012 – 2020 г. води Института по полимери.
Представя България в „Хоризонт 2020“, програмата за научни изследвания и иновации на ЕС (подкомитет ”Европейски изследователски съвет, дейности по програмата Мария Склодовска-Кюри, бъдещи и навлизащи технологии“).
Заместник-министър на образованието в министерството на Николай Денков от май до септември 2021 г..в кабинета Янев 1. Фокусът ѝ е върху науката. От 18.1.2021 е главен научен секретар на БАН

### Автор
56 научни труда в реферирани и индексирани издания; един патент и две патентни поръчки.

## Признания
През 2015 г. получава „Голяма награда за успешен ръководител на международни проекти“ на ежегодните награди за наука „Питагор“.